# Micronectinae
Micronectinae è una sottofamiglia di insetti acquatici della famiglia Corixidae.

## Tassonomia
La sottofamiglia comprende i seguenti generi:
- Micronecta (Kirkaldy, 1897)
- Papuanecta
- Synaptonecta (Lundblad, 1933)
- Tenagobia (Bergroth, 1899)